# Syndroom van Usher
Het syndroom van Usher is een erfelijke aandoening die doofblindheid veroorzaakt. Het is in essentie progressieve retinitis pigmentosa, gecombineerd met aangeboren doofheid. De aandoening is recessief van aard wat betekent dat het pas voorkomt als de beide ouders dezelfde genen die het syndroom veroorzaken doorgeven aan het kind. Het komt bij 1 op de 10.000 mensen voor en is de belangrijkste oorzaak voor het gecombineerd optreden van doof- en blindheid. Er zijn meer dan 75 genetische varianten.
Het syndroom heeft zijn naam gekregen van de Britse arts Charles Howard Usher, die in 1914 in een artikel diverse aandoeningen beschreef, waarbij hij de nadruk legde op de link tussen de aangeboren doofheid en de retinitis pigmentosa.

## De drie voorkomende typen van het syndroom
Usher wordt in drie typen onderverdeeld: I, II en III. Type I en II komen het meeste voor. Type III komt vooral in Finland voor, maar ook bij enkele andere volkeren.
Bij gehoorverlies kan de persoon (en zijn omgeving) bij voorkeur overgaan tot het zich aanleren van gebarentaal om te kunnen blijven communiceren. Er kan ook een cochleair implantaat worden geplaatst. Dit vereist een chirurgische ingreep.

### Type I
De mensen worden doof geboren. In het begin zullen ze eerst nachtblindheid krijgen, daarna neemt het zicht langzaam af. Het tempo van afname van zicht hangt af van bepaalde eiwitten. Evenwichtsproblemen komen vaak voor doordat de haarcellen in het binnenoor het niet meer doen. Door deze instabiliteit ontstaat er regelmatig een vertraagde motorische ontwikkeling. Type 1 wordt verdeeld in zeven subtypes. De bekende genafwijkingen bevinden zich op de genen CDH23, MYO7A, PCDH15, USH1C, SANS, CIB2 en USH1G. De meeste dove mensen met Usher syndroom type I hebben een MYO7A gen.
Het specifieke gen USH1J van de aandoening wordt veroorzaakt door mutaties in het CIB2 calcium- en integrinebindend eiwit. Mutaties van ditzelfde eiwit zorgen ook voor andere vormen van doofheid.

### Type II
Patiënten hebben vanaf de geboorte al tussen 30 tot 100 dB gehoorverlies en de achteruitgang van het zicht begint later dan bij type I. Vaak wordt dit pas merkbaar rond of na de leeftijd van tien jaar. Dit type kent geen evenwichtsproblemen. Het wordt veroorzaakt door drie verschillende genafwijkingen USH2A, GPR98 en DFNB31.

### Type III
Het gehoorverlies en de retinitis pigmentosa treden pas op latere leeftijd op. Het is zeer zeldzaam en het komt bijna alleen in Finland voor, maar ook heel soms bij enkele andere etnische volkeren. Het wordt veroorzaakt door het gen CLRN1 (USH3).

### Overzicht genen
| Type  | Freq     | Gen locus    | Gen    | Eiwit             | Functie                            | Grootte (AA) | UniProt | OMIM   |
| ----- | -------- | ------------ | ------ | ----------------- | ---------------------------------- | ------------ | ------- | ------ |
| USH1B | 39–55%   | 11q13.5      | MYO7A  | Myosine VIIA      | Motoreiwit                         | 2215         | Q13402  | 276900 |
| USH1C | 6–7%     | 11p15.1-p14  | USH1C  | Harmonine         | PDZ-domain eiwit                   | 552          | Q9Y6N9  | 276904 |
| USH1D | 19–35%   | 10q21-q22    | CDH23  | Cadherine 23      | Celadhesie                         | 3354         | Q9H251  | 601067 |
| USH1E | zeldzaam | 21q21        | ?      | ?                 | ?                                  | ?            | ?       | 602097 |
| USH1F | 11–19%   | 10q11.2-q21  | PCDH15 | Protocadherine 15 | Celadhesie                         | 1955         | Q96QU1  | 602083 |
| USH1G | 7%       | 17q24-q25    | USH1G  | SANS              | Scaffold eiwit                     | 461          | Q495M9  | 606943 |
| USH1J | ?        | 15q25.1      | DFNB48 | CIB2              | calcium- en integrinebindend eiwit | ?            | O75838  | 614869 |
| USH2A | 80%      | 1q41         | USH2A  | Usherine          | transmembraan verbinding           | 5202         | O75445  | 276901 |
| USH2C | 15%      | 5q14.3-q21.1 | GPR98  | VLGR1b            | erg grote GPCR                     | 6307         | Q8WXG9  | 605472 |
| USH2D | 5%       | 9q32-q34     | DFNB31 | Whirline          | PDZ-domain protein                 | 907          | Q9P202  | 611383 |
| USH3A | 100%     | 3q21-q25     | CLRN1  | Clarin-1          | Synaptische vervorming             | 232          | P58418  | 276902 |

## Communicatie
Communicatie hangt af van persoon tot persoon:
- liplezen en spreken;
- gebarentaal;
- gebarentaal in de kleine ruimte;
- tactiele gebarentaal;
  - hand-in-handalfabet;
  - lorm
  - Haptic Signs (communicatie door middel van aanraking)